# Liste der Kulturdenkmale in Kiel-Hasseldieksdamm
In der Liste der Kulturdenkmale in Kiel-Hasseldieksdamm sind alle Kulturdenkmale des Stadtteils Hasseldieksdamm der schleswig-holsteinischen Landeshauptstadt Kiel aufgelistet (Stand: 14. April 2025).
Die Bodendenkmale sind in der Liste der Bodendenkmale in Kiel aufgeführt.

## Legende
In den Spalten befinden sich folgende Informationen:
- Objekt-ID: die Nummer des Kulturdenkmales
- Lage: die Adresse des Kulturdenkmales und die geographischen Koordinaten. Kartenansicht, um Koordinaten zu setzen. In der Kartenansicht sind Kulturdenkmale ohne Koordinaten mit einem roten Marker dargestellt und können in der Karte gesetzt werden. Kulturdenkmale ohne Bild sind mit einem blauen Marker gekennzeichnet, Kulturdenkmale mit Bild mit einem grünen Marker.
- Offizielle Bezeichnung: Bezeichnung des Kulturdenkmales
- Beschreibung: die Beschreibung des Kulturdenkmales
- Bild: ein Bild des Kulturdenkmales

## Bauliche Anlagen
| Objekt-ID      | Lage                                                       | Offizielle Bezeichnung        | Beschreibung | Bild                             |
| -------------- | ---------------------------------------------------------- | ----------------------------- | --- | -------------------------------- |
| 10601          | Am Forsthaus Wittland 2 (54° 19′ 30″ N, 10° 4′ 22″ O)      | Gaststätte Forsthaus Wittland | Gaststätte Forsthaus Wittland; 1823, Bauherr Hofkutscher Büller; Kernbau Fachwerkkate mit reetgedecktem Halbwalmdach, 1911 Erweiterung durch Schankraum an Südseite mit erhöhter Traufe - Schutzumfang: Gaststätte Forsthaus Wittland - Begründung: Geschichtlich, Kulturlandschaftlich, Städtebaulich | weitere Fotos \| Fotos hochladen |
| 10600          | Am Forsthaus Wittland 8 - 10 (54° 19′ 30″ N, 10° 4′ 27″ O) | ehem. Sommerhaus              | ehem. Sommerhaus; 1907, 1911, Zimmermann Hans Arp; eingeschossiger Fachwerkbau mit Kurzwalmdach und Mittelerker, im Innern wandfeste Einbauten aus der Bauzeit; angleichende Bauerweiterung 1955 - Schutzumfang: ehem. Sommerhaus - Begründung: Geschichtlich, Kulturlandschaftlich, Städtebaulich     | BW                               |
| 11450          | Georg-Feydt-Weg 30 (54° 19′ 0″ N, 10° 4′ 39″ O)            | ehem. Altenteiler             | ehem. Altenteiler; 1908, Zimmermeister Hans Arp; eineinhalbgeschossiges verputztes Einfamilienhaus im Landhausstil, Kurzwalmdach, dekorative Backsteinverblendung - Begründung: geschichtlich, städtebaulich - Schutzumfang: gesamtes Objekt - Denkmaltyp: Bauliche Anlage                             | Fotos hochladen                  |
| 19183          | Hofholzallee 50 (54° 19′ 11″ N, 10° 5′ 8″ O)               | Einfamilienhaus               | Einfamilienhaus; 1919; kleiner eingeschossiger Putzbau, giebelständig, pfannengedecktes Satteldach, Hauptfassade mit polygonalem Standerker, Eingang an Seitenfront - Begründung: geschichtlich, städtebaulich - Schutzumfang: gesamtes Äußeres - Denkmaltyp: Bauliche Anlage                          | BW                               |
| 4047 Wikidata  | Julienluster Weg (54° 19′ 5″ N, 10° 5′ 4″ O)               | Pflasterstraße                | Alteintragung (Aktualisierung vorgesehen) - Begründung: Alteintragung (Aktualisierung vorgesehen) - Schutzumfang: Alteintragung (Aktualisierung vorgesehen) - Denkmaltyp: Bauliche Anlage | weitere Fotos \| Fotos hochladen |
| 8490 Wikidata  | Kollhorster Weg 1 (54° 19′ 33″ N, 10° 5′ 30″ O)            | Fachhallenhaus                | Alteintragung (Aktualisierung vorgesehen) - Begründung: Alteintragung (Aktualisierung vorgesehen) - Schutzumfang: Alteintragung (Aktualisierung vorgesehen) - Denkmaltyp: Bauliche Anlage | weitere Fotos \| Fotos hochladen |
| 1033           | Martenshofweg 3 (54° 19′ 1″ N, 10° 4′ 21″ O)               | Räucherkate                   | Alteintragung (Aktualisierung vorgesehen) - Begründung: Alteintragung (Aktualisierung vorgesehen) - Schutzumfang: Alteintragung (Aktualisierung vorgesehen) - Denkmaltyp: Bauliche Anlage | Fotos hochladen                  |
| 3235           | Martenshofweg 9 (54° 19′ 0″ N, 10° 4′ 17″ O)               | Fachhallenhaus                | Alteintragung (Aktualisierung vorgesehen) - Begründung: geschichtlich, städtebaulich - Schutzumfang: gesamtes Objekt - Denkmaltyp: Bauliche Anlage | Fotos hochladen                  |
| 11939          | Martenshofweg 9 (54° 19′ 0″ N, 10° 4′ 18″ O)               | Fachwerkkate                  | Alteintragung (Aktualisierung vorgesehen) - Begründung: geschichtlich, städtebaulich - Schutzumfang: gesamtes Objekt - Denkmaltyp: Bauliche Anlage | Fotos hochladen                  |
| 2885           | Melsdorfer Straße 30 - 32 (54° 18′ 59″ N, 10° 4′ 23″ O)    | Reetdachkate                  | Alteintragung (Aktualisierung vorgesehen) - Begründung: Alteintragung (Aktualisierung vorgesehen) - Schutzumfang: Alteintragung (Aktualisierung vorgesehen) - Denkmaltyp: Bauliche Anlage | Fotos hochladen                  |
| 11870 Wikidata | Melsdorfer Straße 53 (54° 18′ 53″ N, 10° 4′ 27″ O)         | Gorch-Fock-Schule             | Alteintragung (Aktualisierung vorgesehen) - Begründung: geschichtlich, künstlerisch - Schutzumfang: gesamtes Objekt - Denkmaltyp: Bauliche Anlage | weitere Fotos \| Fotos hochladen |

## Gründenkmale
| Objekt-ID | Lage                                            | Offizielle Bezeichnung | Beschreibung | Bild            |
| --------- | ----------------------------------------------- | ---------------------- | --- | --------------- |
| 50786     | Melsdorfer Straße (54° 18′ 57″ N, 10° 4′ 27″ O) | Doppeleiche            | Doppeleiche; 1898; zum 50-jährigen Jubiläum der SchleswigHolsteinischen Erhebung gepflanzt; mit Gedenkstein - Begründung: geschichtlich, wissenschaftlich, städtebaulich - Schutzumfang: Doppeleiche, Gedenkstein - Denkmaltyp: Gründenkmal | Fotos hochladen |

## Quelle
- Liste der Kulturdenkmale in Schleswig-Holstein – Landeshauptstadt Kiel (PDF)

- Karte mit allen Koordinaten:
- OSM |
- WikiMap